# Ölbronn-Dürrn
Ölbronn-Dürrn là một thị xã nằm ở huyện Enz, thuộc bang Baden-Württemberg, Đức.